# Krzepczów Stary
Krzepczów Stary – wieś w Polsce, w województwie łódzkim, w powiecie piotrkowskim, w gminie Grabica.
Do 31 grudnia 2024 miejscowość była częścią wsi Krzepczów.